# 통일로 가는 길
《통일로 가는 길》은 1996년 10월 20일부터 1998년 1월 31일까지 방송되었던 북한 프로그램이다.

## 기획 의도
남북 관계와 북한 프로그램

## 방송 시간
- 1996년 10월 20일 ~ 1997년 3월 2일 - 매주 일요일 오전 11:40 ~ 12:00(20분)
- 1997년 3월 8일 ~ 1997년 10월 18일 - 매주 토요일 밤 23:55 ~ 00:15(20분)
- 1997년 10월 25일 ~ 1998년 1월 31일 - 매주 토요일 밤 00:40 ~ 01:00(20분)

## 결방
- 1997년 7월 5일 : 《굿나이트쇼》 편성으로 인한 결방.

## 북한 경쟁 프로그램
- 남북의 창 (KBS 1TV)
- 통일전망대 (MBC TV)